# (+)-borneolo deidrogenasi
La (+)-borneolo deidrogenasi è un enzima appartenente alla classe delle ossidoreduttasi, che catalizza la seguente reazione:
(+)-borneolo + NAD+ ⇄ (+)-canfora + NADH + H+
L'enzima utilizza anche il NADP+, ma opera più lentamente. 